# MAMIKO NOTO CHARACTER SONG COLLECTION
『MAMIKO NOTO CHARACTER SONG COLLECTION』（まみこのとキャラクターソングコレクション）は、声優の能登麻美子が2009年2月25日にMellow Headよりリリースしたキャラクターソングアルバムである（品番はLHCA-5095）。

## 解説
- 能登個人では初となるアルバム。2003年から2008年までに出演した作品で歌った曲の中から12曲、さらにアルバムのために能登自身が作詞を手掛けた「たいせつなこと」、「その場所へ」の2曲を含む全14曲を収録。
- 演じたキャラクターによる曲紹介風ミニドラマが、リレー形式のモノローグとして曲間に収録されている。
- なお、作品の発表された年の順に、楽曲が収録されている。

## 収録曲
1. 君への旅
  - 作詞：木本慶子、作曲：住吉中、編曲：Lapin

名義：東葉月
  - テレビアニメ『ヤミと帽子と本の旅人』エンディングテーマ（2003年）
2. Monologue <東葉月 meets リリカ・エベット>
3. Feel the glow
  - 作詞：海老根祐子、作曲：和田耕平、編曲：近藤昭雄

名義：リリカ・エベット
  - テレビアニメ『BURN-UP SCRAMBLE』キャラクターソング（2004年）
4. 夕顔-album version-
  - 作詞・作曲：竹中三佳、編曲：大森俊之

名義：塚本八雲
  - テレビアニメ『スクールランブル』キャラクターソング（2004年）
5. Monologue <アナ・コッポラ>
6. Made in 女の子
  - 作詞：くまのきよみ、作曲・編曲：渡辺剛

名義：アナ・コッポラ
  - テレビアニメ『苺ましまろ』キャラクターソング（2005年）
7. ジンク・ホワイト
  - 作詞：田辺智沙、作曲・編曲：黒須克彦

名義：東城綾
  - オリジナルDVDアニメ『いちご100% -夜霧の嵐泉祭編-』エンディングテーマ（2005年）
8. MORE...
  - 作詞：Kenko-p、作曲：Funta、編曲：梅堀純

名義：鈴子・ジェラード
  - テレビアニメ『うえきの法則』キャラクターソング（2005年）
9. Monologue <佐藤綾乃>
10. 春風
  - 作詞：mao、作曲・編曲：安瀬聖

名義：佐藤綾乃
  - テレビアニメ『女子高生 GIRL'S-HIGH』キャラクターソング（2006年）
11. Monologue<佐藤綾乃 meets 天羽雅音>
12. あしたの手
  - 作詞・作曲・編曲：橋本由香利

名義：天羽雅音
  - テレビアニメ『ウィッチブレイド』エンディングテーマ（2006年）
13. Monologue <天羽雅音 meets 四方茉莉>
14. 夜想の日々に
  - 作詞：畑亜貴、作曲・編曲：小高光太郎

名義：四方茉莉
  - テレビアニメ『sola』キャラクターソング（2007年）
15. Monologue <四方茉莉 meets 近衛史菜>
16. 風の行方
  - 作詞：マイクスギヤマ、作曲・編曲：多田彰文

名義：近衛史菜
  - テレビアニメ『灼眼のシャナII（Second）』キャラクターソング（2007年）
17. Monologue <近衛史菜 meets 渡瀬きぬ>
18. Strawberry story
  - 作詞：ゆうまお、作曲・編曲：中野慎也

名義：渡瀬きぬ
  - 『鉄道むすめ』キャラクターソング（2007年）
19. Monologue<渡瀬きぬ meets 祇条深月>
20. 青空loop（祇条深月ver.）-album version-
  - 作詞・作曲：micco、編曲：菊池達也

名義：祇条深月
  - テレビアニメ『キミキス pure rouge』オープニングテーマ・キャラクターバージョン（2007年）
21. Monologue <祇条深月>
22. たいせつなこと
  - 作詞：能登麻美子、作曲：rino、編曲：寺田志保
23. その場所へ
  - 作詞：能登麻美子、作曲：rino、編曲：宮井英俊